# Orthochromis indermauri
Orthochromis indermauri ist eine afrikanische Buntbarschart, die im nordöstlichen Sambia im Unterlauf des Lufubu, des drittgrößten Zuflusses des Tanganjikasees vorkommt. Die Art wurde erst im Jahr 2018 beschrieben und zu Ehren des Schweizer Ichthyologen Adrian Indermaur benannt, der die Art zum ersten Mal unter Wasser fotografierte, Videos aufnahm und sie im Aquarium beobachtete.

## Merkmale
Orthochromis indermauri hat einen gedrungen, seitlich abgeflachten Körper, der etwas an den der Gattung Eretmodus aus dem Tanganjikasee erinnert. Die für die Erstbeschreibung untersuchten Exemplare hatten Standardlängen von 3,6 bis 6,9 cm und Gesamtlängen von 4,5 bis 8,6 cm. Die Körperhöhe beträgt ein Viertel bis 30 % der Standardlänge, die Kopflänge liegt bei einem Drittel der Standardlänge. Der Schwanzstiel ist hoch und kurz. Das Kopfprofil ist leicht abgerundet. Die Augen sind größer als der Abstand zwischen ihnen. Der Unterkiefer ist kürzer als der Oberkiefer. Beide sind mit zahlreichen Zähnen besetzt. Die Zähne der äußeren Reihe, 42 bis 59 im Oberkiefer und 26 bis 45 im Unterkiefer, sind zweispitzig. Die Zähne der inneren Reihen sind kleiner und dreispitzig.
Orthochromis indermauri hat eine gelbbraune Grundfärbung, mehr bräunlich auf dem Rücken und mehr gelblich auf dem Bauch, und zeigt auf den Körperseiten sieben bis neun dunkle, senkrechte Streifen, die breiter sind als der Zwischenraum zwischen ihnen. Je ein weiterer dunkler Streifen verläuft von den Augen zu den Mundwinkeln. Die Rückenflosse ist gelb, die Spitzen der Flossenstrahlen und die dazu gehörende Flossenmembran sind rot. Die Afterflosse ist gelb mit einem grauen Rand und einigen roten Punkten im körpernahen Bereich des weichstrahligen Abschnitts. Die Schwanzflosse ist gelb mit einem roten Rand und die Bauchflossen sind bis auf die grauen, vorderen zwei bis drei Flossenstrahlen ebenfalls gelb.
- Flossenformel: Dorsale XVII–XVIII/8-10, Anale III/7–9, Pectorale 14-15, Ventrale I/5, Caudale 27-29.
- Schuppenformel: mLR 27-29, SL 20-23/7-11.
- Kiemenrechen: 8-10/3-5.

## Lebensraum
Orthochromis indermauri ist bisher nur aus dem Unterlauf des Lufubu bekannt. Sein Lebensraum liegt unterhalb einer Reihe von Stromschnellen und Wasserfällen, die den Unterlauf von Mittel- und Oberlauf trennen und für viele Wasserbewohner wahrscheinlich nicht zu überwinden sind. Die Fischfaunen oberhalb und unterhalb der Stromschnellen unterscheiden sich deutlich. Während die Fauna oberhalb der Stromschnellen der des Kongos ähnelt, wird unterhalb der Stromschnellen der Einfluss des Tanganjikasees deutlich. Von den Stromschnellen bis zur Mündung in den Tanganjikasee ist der Unterlauf des Lufubu etwa 25 km lang. An der Terra typica ist der Lufubu etwa 20 Meter breit, einen halben Meter tief und hat einen steinigen und sandigen Grund. Die Wassertemperatur schwankt zwischen 23 °C im Juli und 28 °C im November, der pH-Wert liegt zwischen 8,0 und 8,55 und die elektrische Leitfähigkeit beträgt etwa 29 μS. O. indermauri ist ein strömungsliebender Buntbarsch und wurde bisher nur in stark fließendem Wasser zwischen Felsen und Geröll beobachtet. Magenuntersuchungen wurden bisher nicht vorgenommen und somit lassen sich keine genauen Angaben über die Ernährung der Art machen. Es wurde jedoch beobachtet, dass die Fische Aufwuchs von Steinen und Felsen aufnahmen. Orthochromis indermauri ist ein Maulbrüter, bei dem das Weibchen nach dem Ablaichen die Eier ins Maul nimmt. Die Gelegegröße ist klein, Indermaur zählte zwischen 17 und 21 Eier.

## Systematik
Orthochromis indermauri wurde im Jahr 2018 zusammen mit vier weiteren Orthochromis-Arten erstmals wissenschaftlich beschrieben. Die Autoren der Erstbeschreibung stellten die neue Art in die Gattung Orthochromis, weil viele morphologische Gemeinsamkeiten auf eine Verwandtschaft hinwiesen. Orthochromis gilt jedoch als polyphyletisch und es war schon bei der Erstbeschreibung sicher, dass die Art nicht sehr nah mit den Orthochromis-Arten aus dem tansanischen Fluss Malagarasi verwandt ist, wo die Typusart und sieben weitere Arten von Orthochromis vorkommen. Ein Jahr später zeigte sich in einer phylogenetischen Untersuchung der afrikanischen Buntbarsche, dass Orthochromis indermauri eine eigenständige Klade innerhalb der „East African Radiation“ bildet und die Schwestergruppe einer Klade aus der Pseudocrenilabrus-Gruppe, Astatoreochromis, den Tropheina, Haplochromis und den Pseudocrenilabrini des Malawisees ist.